# Koncern „Technologie Radioelektroniczne”
Koncern „Technologie Radioelektroniczne”, KRET (ros. АО «Концерн Радиоэлектронные технологии», КРЭТ) – rosyjska spółka akcyjna zajmująca się produkcją elektroniki na potrzeby sektora cywilnego i wojskowego. Największa rosyjska spółka holdingowa w branży radioelektronicznej.

## Historia
Przedsiębiorstwo powstało w 2009 r. jako spółka obejmująca przedsiębiorstwa opracowujące i produkujące sprzęt elektroniczny oraz podzespoły (np. okablowanie). Jest częścią korporacji Rostech. 12 stycznia 2009 r. pierwszym dyrektorem spółki został mianowany Nikołaj Aleksandrowicz Kolesow. Rejestracja spółki nastąpiła 19 lutego 2009 r., w jej skład weszły 42 przedsiębiorstwa. W 2011 r. do obsługi działalności finansowej spółki powstał Nowikombank, który pozwolił na efektywne wykorzystanie środków finansowych i zapewnił zachowanie dyscypliny finansowej. W 2012 roku zakończono prace badawczo-rozwojowe nad stworzeniem prototypów systemów walki elektronicznej z rodziny Krasucha i 1L267 Moskwa-1 oraz zawarto kontrakty rządowe na ich seryjne dostawy na lata 2013-2014.
17 grudnia 2012 r., decyzją Rady Nadzorczej Rostech, działalność spółki rozszerzono o awionikę stosowaną w rosyjskich samolotach i śmigłowcach zarówno cywilnych jak i wojskowych. Na Międzynarodowym Salonie Kosmiczno-Lotniczym MAKS-2013 w 2013 r. KRET zaprezentował własne technologie – m.in. system awioniki dla samolotu Jak-130 czy system walki elektronicznej Ł-370 „Witebsk”. W 2015 r. KRET zajął 48. pozycję w rankingu największych firm z zakresu przemysłu wojskowego. W tym samym roku na pokazach MAKS-2015 KRET zaprezentował 450 własnych rozwiązań z zakresu elektroniki.
Obecnie KRET zrzesza ok. 160 przedsiębiorstw zajmujących się produkcją urządzeń elektronicznych na potrzeby sektora cywilnego i wojskowego. Zatrudniają one ok. 67 000 pracowników. Produkowane systemy znajdują zastosowania w Su-35S, Ka-52, Mi-171A2, Ił-476, Tu-204 a także w statku kosmicznym Sojuz-TMA.
KRET na rynku rosyjskim produkuje 80% awioniki dla statków powietrznych, 60% systemów walki elektronicznej oraz 90% systemów identyfikacji. Podstawowe segmenty produkcji spółki to:
- wyposażenie do walki elektronicznej,
- systemy i urządzenia identyfikujące,
- urządzenia pomiarowe,
- produkty cywilne.

Szacuje się, że ok. 30% produkcji konsorcjum KRET jest kierowane na eksport i znajduje odbiorców w ok. 60. krajach.